# ニシェーミ
ニシェーミ（イタリア語: Niscemi）は、イタリア共和国シチリア州カルタニッセッタ県にある、人口約27,000人の基礎自治体（コムーネ）。

## 地理

### 位置・広がり

#### 隣接コムーネ
隣接するコムーネは以下の通り。括弧内のCTはカターニア県所属を示す。
- カルタジローネ (CT)
- ジェーラ
- マッツァリーノ